# João Lopes de Sequeira
João Lopes de Sequeira (Alandroal?, c. 1480-depois de 1529) foi um nobre português. Foi fundador e capitão da Fortaleza de Santa Cruz do Cabo de Gué.

## Biografia
João Lopes de Sequeira era filho do alcaide do Castelo do Alandroal, Lopo Vaz de Sequeira, e de sua esposa, Cecília de Menezes, e irmão do Governador da Índia, Diogo Lopes de Sequeira. Desposou D. Brites (ou "Briantriz") de Leme, com quem teve Catarina de Menezes, e Cecília de Menezes, esta última mãe de D. Diogo de Meneses, Governador da Índia. e de uma amante moura, com quem teve uma garota bastarda com quem Meriâm de Sequeira  nasceu no início de 1511 para a fortaleza de Santa Cruz do Cabo de Gué, e morreu em 1553, esta última mãe de senhor Brahim Aït-Tinkirt al-Burtughali (1529-1578) esposa de Fatima Algazi (1536-1617).
A fundação da Fortaleza do Cabo de Gué
Sequeira edificou a fortaleza do Cabo de Gué a partir do segundo semestre de 1505. Para esse fim, os arsenais do reino forneceram-lhe um castelo pré-fabricado em madeira, assim como as armas e a artilharia necessária, por um valor de 347.251 reis. Com estes recursos, a crónica narra:
"Ali assentou e armou ali hum castelo de páo que levava já ordenado e feito; pos-lhe artelharia e fez logo ao derredor do castelo outro muito forte de pedra e cal, em que se meteo a fonte dentro, e com artelharia defendia aos mouros que lhe não impedissem a obra.".
Da leitura desta fonte depreende-se que os portugueses costumavam proceder dessa maneira, empregada por exemplo na Fortaleza de Aguz, tecnologia que deu origem à "Lenda de Aguz", segundo a qual os portugueses, numa só noite, teriam erguido a fortaleza, com o auxílio dos anjos.
Sequeira também ergueu o castelo de "Bem Mirão" (Ajarif' Imuran), "sobre uma rocha que estava apartada da terra de fronte de uma villa de Mouros que se chama Tamaraque" (Tamraght).

## O primeiro cerco a Santa Cruz
Em 1506, de acordo com Leão, o Africano, quando a fortaleza de pedra e cal ainda não estava acabada, vieram assaltá-la as tribos dos Haha e do Suz, para "reaver" a fortaleza de "Guarguessem". Receberam a ajuda de gente de terra longíqua e elegeram por chefe da armada o Xerife (Abu Abedalá Alcaim). Como o cerco durava, com morte de muitos, a gente do Suz fez um pacto com o Xerife, pondo uma tropa de 500 cavalos à disposição dele, para combater os cristãos. O Xerife serviu-se dessas forças para ocupar a região e tomar o poder.

## O segundo cerco a Santa Cruz
A 18 de agosto de 1511 o castelo foi novamente cercado pelas tribos, que permaneceram vários dias em frente à fortaleza. Mais de cem mouros foram mortos na ocasião. É possível que essas tribos estivessem sob o comando uma vez mais de Abu Abedalá Alcaim e seus filhos Amade Alaraje e Maomé Axeique.
Poudo depois, provavelmente em fins de 1512, o capitão João Lopes de Sequeira, não conseguiu manter o "Castelo Bem Mirão", "o qual lhe tomarão os Mouros por treição".

## A venda do castelo
Sequeira abandonou então o cargo e retornou para Portugal: "(…) e com esta paixão e enfadamento se veo a Portugal e al-Rey Dom Manoel e vendeo-lhe o castelo do cabo de Gué d'Agoa de Narba".
Encontramo-lo efectivamente em Évora, em 22 de novembro de 1512, para a venda do castelo ao rei, acabando por concluí-lo em 25 de janeiro de 1513, por 5000 cruzados.
Encontra-se menção de João Lopes de Sequeira ainda em setembro de 1529 onde João III de Portugal confirma o contrato e, em novembro de 1544, esse mesmo contrato é uma vez mais confirmado, desta vez a sua filha, o que leva a concluir que Sequeira faleceu entre essas duas datas.